# Кузовов, Сергей Васильевич
Кузовов Сергей Васильевич (род. 18 апреля 1959, Москва) — советский и российский яхтсмен, многократный чемпион СССР и России. Заслуженный мастер спорта России, Заслуженный тренер России, судья международной категории.

## Биография
Парусным спортом начал заниматься в 1972 году в яхт-клубе «Водник», Долгопрудный. В 1981 году перешёл в яхт-клуб ЦСК ВМФ.
Чемпион СССР в 1984, 1985, 1990 годах в классе «Торнадо». Чемпион России в 1983,1989, 1992, 1993, 1994, 1995 годах в классе «Торнадо». Вице Чемпион Европы 1990 года (Австрия).
Серебряный призёр Регаты Дружба 1984 года, победитель Игр Доброй Воли 1986, класс «Торнадо».
В конце 80-х годов ХХ-го века был участником многодневной регаты «Уоррелл-1000» вдоль атлантического побережья США на катамаранах «Торнадо».
Лауреат премии «Судья 2018 года».
Образование: МИИТ (1980), РГУФКиС (2008).
Проживает в Долгопрудном, Московской области.